# Otto II. (Mähren)
Otto II. der Schwarze von Mähren-Olmütz, auch Otík genannt, (tschechisch Ota II. Černý, řečený Otík) (* um 1085; † 18. Februar 1126) war Herzog von Olmütz und Brünn.
Otto war der jüngere Sohn von Otto I. dem Schönen von Olmütz und der Euphemia von Ungarn. Nach dem Tod ihres Vaters 1087 wurden Otto und sein Bruder Svatopluk 1088 aus Olmütz verjagt, Opfer der wechselhaften Bündnisse und Zerwürfnisse unter den Adelsfamilien Böhmens der Zeit. Von 1091 bis 1110 war er Herzog von Olmütz und 1107 kurz Regent Böhmens. 1108/09 war er Geisel des späteren Kaisers Heinrich V. 1109 wurde er von Teilen des böhmischen Adels zum Herzog von Böhmen ausgerufen, konnte diesen Anspruch jedoch nicht gegen seinen Vetter Vladislav I. durchsetzen, mit dem er in fortdauerndem Streit lag. Vladislav inhaftierte ihn von 1110 bis 1113. 1113 bis 1126 war er wiederum Herzog von Olmütz und von 1123 bis 1125 auch Herzog von Brünn.
Nach Vladislavs Tod 1125 wurde dessen Bruder Soběslav I. Herzog von Böhmen, aber Otto erhob nach dem geltenden Senioratsprinzip als ältester Angehöriger der Přemysliden-Dynastie Anspruch auf die Nachfolge in Böhmen und wurde dabei von der Witwe Vladislavs, seiner Schwägerin Richza (Rixa, Richinza) von Berg-Böhmen, und von Kaiser Lothar von Supplinburg unterstützt. Lothar marschierte mit einem Heer in Böhmen ein, und am 18. Februar 1126 kam es bei Chlumec u Chabařovic (deutsch: Kulm) am südlichen Rand des Osterzgebirges zur zweiten Schlacht bei Chlumec. Soběslav errang einen überzeugenden Sieg. Otto fand in der Schlacht den Tod, und Lothar III. wurde gefangen genommen. Soběslav ließ sich vom gefangenen König mit Böhmen belehnen, ehe er ihn frei ließ.
Mit seiner Frau Sophie von Berg, der Tochter des Grafen Heinrich I. von Berg, hatte Otto drei Kinder: Euphemia, Otto III., und Svatopluk